# Warcisław Bogusławowic
Warcisław Bogusławowic (ur. ?, zm. w okr. 16-18 lutego 1184 (1185?)) – młodszy syn Bogusława I, księcia szczecińskiego z dynastii Gryfitów i Walpurgi.

## Życiorys
Źródła niewiele przekazują informacji o jego życiu. Jest znany z dokumentu (1182), gdzie wystąpił w czynnościach prawnych swego ojca. Jego imię pojawiło się obok starszego brata Racibora. Prawdopodobnie był niewiele młodszym od pierworodnego syna księcia szczecińskiego.
Warcisław zmarł w młodym wieku. W dokumentach określano go, jako (łac. adolescens). Pochowany został 20 (21?) lutego 1184 (1185?) na górze "Watechow" (późn. Góra Najświętszej Maryi Panny) w Uznamiu, gdzie Bogusław I przeniósł klasztor Norbertanów z Grobi. Potwierdzeniem spoczynku Warcisława jest nadanie księżnej Anastazji, z dnia 18 marca 1187 (daty śmierci Bogusława I), w którym wymienia imię swego pasierba.

### Genealogia
| Warcisław I ur. ok. 1091 zm. najp. 9 VIII 1135 | Warcisław I ur. ok. 1091 zm. najp. 9 VIII 1135 |                                           |                                           | Heila (Helena)? ur. ? zm. 1128 | Heila (Helena)? ur. ? zm. 1128 |  |  | NN ur. ? zm. ? | NN ur. ? zm. ? |                               |                               | NN ur. ? zm. ? | NN ur. ? zm. ? |
|                                                |                                                |                                           |                                           |                                |                                |  |  |                |                |                               |                               |                |                |
|                                                |                                                |                                           |                                           |                                |                                |  |  |                |                |                               |                               |                |                |
|                                                |                                                | Bogusław I ur. najp. 1127 zm. 18 III 1187 | Bogusław I ur. najp. 1127 zm. 18 III 1187 |                                |                                |  |  |                |                | Walpurga ur. ? zm. p. IV 1177 | Walpurga ur. ? zm. p. IV 1177 |                |                |
|                                                |                                                |                                           |                                           |                                |                                |  |  |                |                |                               |                               |                |                |
|                                                |                                                |                                           |                                           |                                |                                |  |  |                |                |                               |                               |                |                |
|                                                |                                                |                                           |                                           |                                |                                |  |  |                |                |                               |                               |                |                |

|  |  |  |  | Warcisław Bogusławowic (ur. ?, zm. w okr. 16-18 II 1184 (1185?)) |